# Атак (посёлок)
Атак — посёлок в Тарском районе Омской области России. Входит в состав Междуреченского сельского поселения.

## История
Основан в 1870 г. В 1928 г. кордон Атакский состоял из 1 хозяйства, основное население — русские. В составе Речаповского сельсовета Екатерининского района Тарского округа Сибирского края.

## Население
| 1926 | 2002 | 2010 |
| ---- | ---- | ---- |
| 5    | ↗353 | ↗378 |